# Diemitzer Schleuse
Diemitzer Schleuse ist ein Wohnplatz der Stadt Mirow im Landkreis Mecklenburgische Seenplatte (Mecklenburg-Vorpommern). Er liegt in der Gemarkung Diemitz. Namensgebend für den Ort ist die dortige Schleuse.

## Geographie und Verkehrsanbindung
Diemitzer Schleuse liegt zwischen dem Großen und dem Kleinen Peetschsee in einem waldreichen Gebiet an einem Kanal der Müritz-Havel-Wasserstraße, an dem sich hier eine Schleuse befindet. Sie verbindet den Zotzensee, den Schwarzer See und den Vilzsee mit dem Labussee und dem Rätzsee. 
Durch den Ort führt die Kreisstraße K 5, über die Diemitzer Schleuse mit Diemitz und Schwarz (über die K 4) sowie Forsthof, Fleether Mühle, Fleeth, Peetsch und nach ca. 10 km mit Mirow verbunden ist. 
Der Ort besteht aus drei Höfen.

## Geschichte

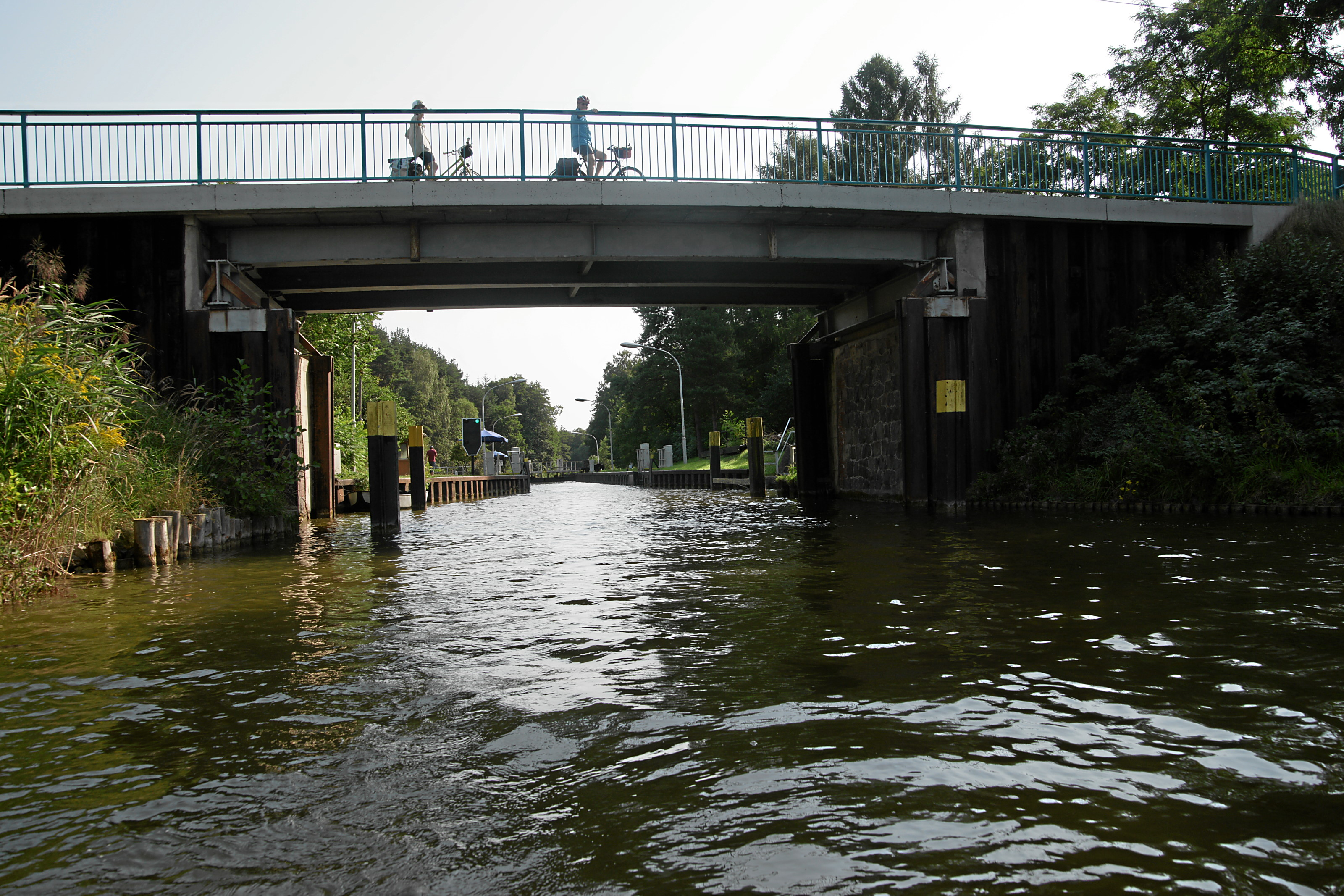
Brücke der K 5 über die Müritz-Havel-Wasserstraße

Die Schleuse wurde in den 1880er Jahren erbaut. Es siedelten sich dort mehrere Höfe an.
In den 1970er Jahren wurde die Schleuse renoviert.
2004 wurden Diemitz und Diemitzer Schleuse nach Mirow eingemeindet.

## Tourismus
Vor Ort existiert ein großer Ferienhof mit Campinganlagen.